# Flavius Stoican
Flavius Vladimir Stoican (* 24. November 1976 in Vânju Mare, Kreis Mehedinți) ist ein ehemaliger rumänischer Fußballspieler und derzeitiger -trainer. Er bestritt insgesamt 186 Spiele in der rumänischen Liga 1 und der ukrainischen Premjer-Liha. Seit Juni 2017 ist er Cheftrainer von CSMS Iași.

## Karriere als Spieler
Stoican begann seine Karriere im Jahr 1994 beim FC Drobeta Turnu Severin in der Divizia C. Nach einer Spielzeit verpflichtete ihn der Erstligist FC Universitatea Craiova. Am 12. August 1995 kam er zu seinem ersten Einsatz in der Divizia A (heute Liga 1). Er blieb in Craiova zunächst Ergänzungsspieler und kam nur unregelmäßig zum Einsatz. Erst ab 1999 häuften sich seine Einsätze, er konnte sich aber nie über einen längeren Zeitraum als Stammspieler behaupten. Sein Klub platzierte sich in diesem Zeitraum im Mittelfeld der Liga oder kämpfte um den Klassenerhalt. Zweimal – in den Spielzeiten 1997/98 und 1999/2000 – erreichte er mit seinem Verein das Pokalfinale, zog dort aber jeweils den Kürzeren.
Im Jahr 2002 verließ Stoican nach sieben Jahren Craiova und schloss sich dem rumänischen Spitzenklub Dinamo Bukarest an. Mit dem Verein gewann er durch den Pokalsieg 2003 seinen ersten Titel, kam aber im Finale nicht zum Einsatz. In der Winterpause 2003/04 verließ er Dinamo wieder und wechselte zum ukrainischen Spitzenklub Schachtar Donezk. Nach dem Pokalsieg 2004 konnte er mit dem Klub die Meisterschaften 2005 und 2006 gewinnen. Im Laufe der Saison 2005/06 hatte er dabei den zuvor errungenen Stammplatz wieder verloren.
Im Jahr 2006 wechselte Stoican zum Ligakonkurrenten Metalist Charkiw, kam dort aber lediglich zu einem Einsatz, so dass er ein Jahr später nach Rumänien zu Dinamo Bukarest zurückkehrte. Auch bei seinem ehemaligen Klub kam er kaum noch zum Zuge und wechselte im Jahr 2008 in seine Heimat zu Minerul Mehedinți Valea Copcii, wo er ein Jahr später seine aktive Laufbahn beendete.

## Nationalmannschaft
Stoican bestritt 19 Spiele für die rumänische Fußballnationalmannschaft. Seinen ersten Einsatz hatte er am 18. August 1999 im Freundschaftsspiel gegen Zypern, als er in der 86. Minute für Dan Petrescu eingewechselt wurde. In den folgenden Spielen wurde er von Nationaltrainer Victor Pițurcă nicht mehr berücksichtigt.
Erst unter Anghel Iordănescu wurde Stoican im Februar 2002 nach zweieinhalb Jahren wieder ins Nationalteam berufen. Nach zwei Einsätzen in Freundschaftsspielen gehörte er ab August 2003 zum Stamm der Mannschaft, die die Qualifikation zur Europameisterschaft 2004 knapp verpasste. Im Jahr 2004 war er mit acht von neun möglichen Einsätzen unumstrittener Stammspieler. Im Jahr 2005 wurde er von Iordănescus Nachfolger Pițurcă nicht mehr regelmäßig eingesetzt. Nach der verpassten WM-Qualifikation bestritt er am 16. November 2005 im Freundschaftsspiel gegen Nigeria sein letztes Länderspiel.

## Karriere als Trainer
Bereits zum Ende seiner aktiven Laufbahn war Stoican in der Liga III als Spielertrainer von Minerul Mehedinți Valea Copcii, dem Klub aus seinem Heimatort Vânju Mare, tätig. Ab 2009 konzentrierte er sich vollends auf den Job an der Seitenlinie. Nach dem Rückzug des Vereins im Jahr 2010 wurde er Trainer des Ligakonkurrenten CSM Școlar Reșița. Im Juli 2011 wechselte er zu Dinamo Bukarest II in der Liga II, wo er Liviu Ciobotariu ersetzte, der zu der ersten Mannschaft befördert worden war. Nachdem er von Gheorghe Popescu das Angebot erhalten hatte, in der Rückrunde der Saison 2011/12 den Ligakonkurrenten Chindia Târgoviște zu trainieren, kündigte er bei Dinamo II und wurde am 9. Januar 2012 Nachfolger des am 21. Dezember 2011 aus gesundheitlichen Gründen zurückgetretenen Silviu Dumitrescu. Nachdem er mit seinem Team schlecht in die Saison 2012/13 gestartet war, musste er im September 2012 seinen Platz für Eusebio Tudor räumen.
Anfang Oktober 2012 wurde Stoican Trainer von CS Mioveni in der Liga II. Im Mai 2013 wurde er wieder entlassen. Im August 2013 übernahm er erneut die zweite Mannschaft von Dinamo Bukarest. Nach der Entlassung von Gheorghe Mulțescu stieg er im September 2013 zum Cheftrainer der ersten Mannschaft auf. Im November 2014 wurde er wieder entlassen. Im März 2015 kehrte er zurück. Schon im Mai 2015 wurde er jedoch durch Mircea Rednic ersetzt. Im August 2015 folgte er Bogdan Vintila beim FC Voluntari nach, musste aber nach einem Punkt aus fünf Spielen einen Monat später wieder gehen. Im Mai 2016 verpflichtete ihn der moldawische Klub Zimbru Chișinău. Im September 2016 wurde er wieder abgelöst. Anfang 2017 holte ihn der rumänische Erstlist Pandurii Târgu Jiu. Am Ende der Saison 2016/17 musste er mit seinem Verein absteigen. Seit Mitte 2017 ist er Cheftrainer Erstlist CSMS Iași.

## Erfolge

### Als Spieler
- Rumänischer Pokalsieger: 2003
- Ukrainischer Meister: 2005, 2006
- Ukrainischer Pokalsieger: 2004